# 聖喬治區 (巴貝多)
聖喬治區位於巴貝多，與聖約瑟夫、基督城區、聖約翰區、聖托馬斯區、聖區等區相鄰。
1. ↑  iso:code:3166:BB, International Organization for Standardization